# Георги Ефремов (политик)
Георги Димитров Ефремов (на македонска литературна норма: Ѓорѓи Ефремов) е политик от Северна Македония.

## Биография
Роден е на 8 декември 1932 г. в град Кратово. През 1956 г. завършва Ветеринарния факултет на Загребския университет. През 1959 г. става асистент по сравнителна анатомия и физиология на домашните животни към Земеделско-горския факултет на Скопския университет. Между 1961 и 1962 г. специализира в Белград. От 1967 г. е доцент по биохимия, а през 1980 г. става и редовен професор. От 1979 г. е дописен член на Македонската академия на науките и изкуствата (МАНИ), а от 1983 г. и редовен член. Между 1991 и 1992 г. е министър на науката в Република Македония. От януари 2000 до юни 2001 г. е председател на МАНИ. През април 2002 г. е назначен за посланик в Китай, пост на който остава до ноември 2004 г.